# Heliconius sara
Heliconius sara är en fjärilsart som beskrevs av Fabricius 1793. Heliconius sara ingår i släktet Heliconius och familjen praktfjärilar. Inga underarter finns listade i Catalogue of Life.

## Bildgalleri

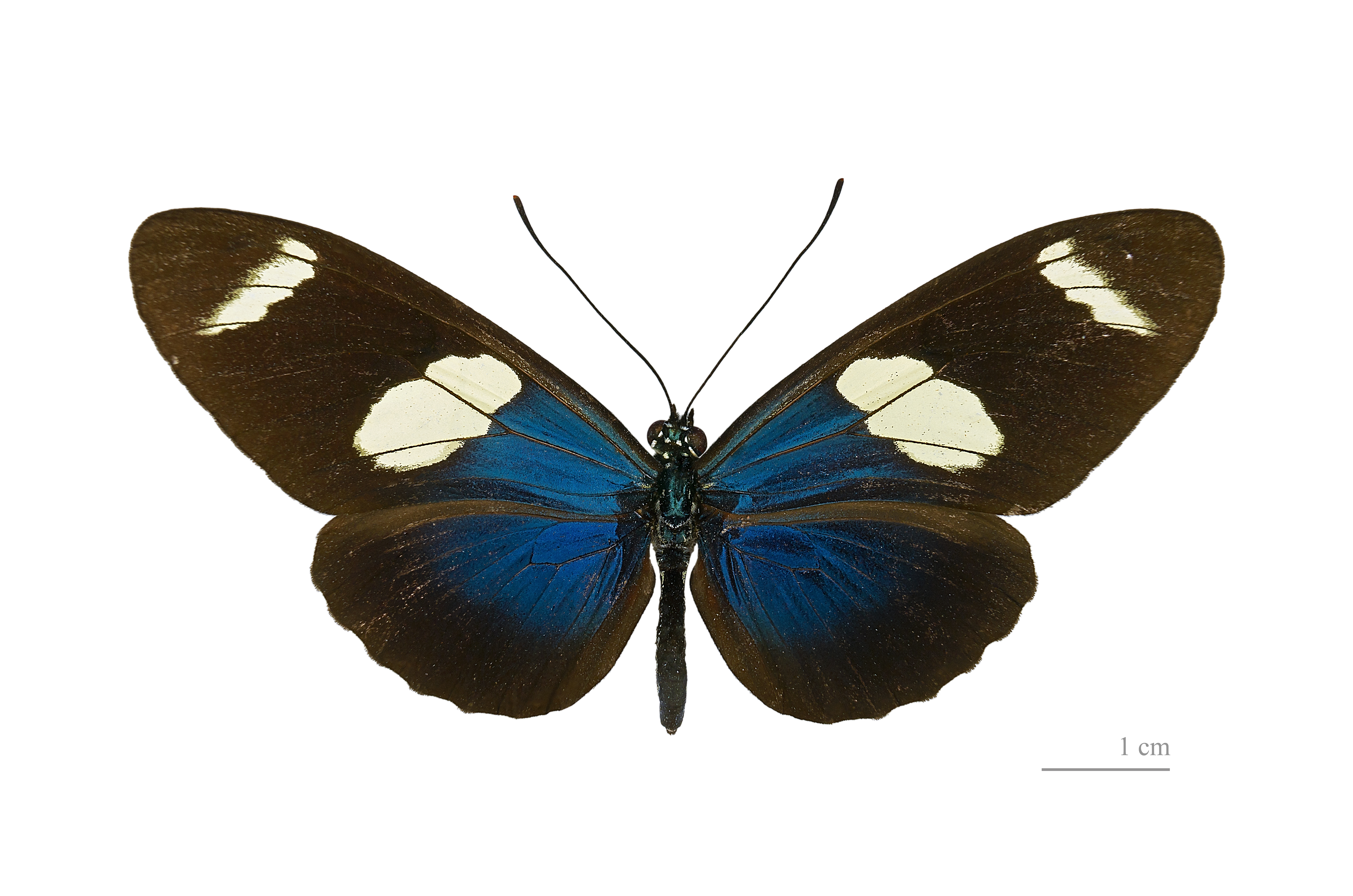
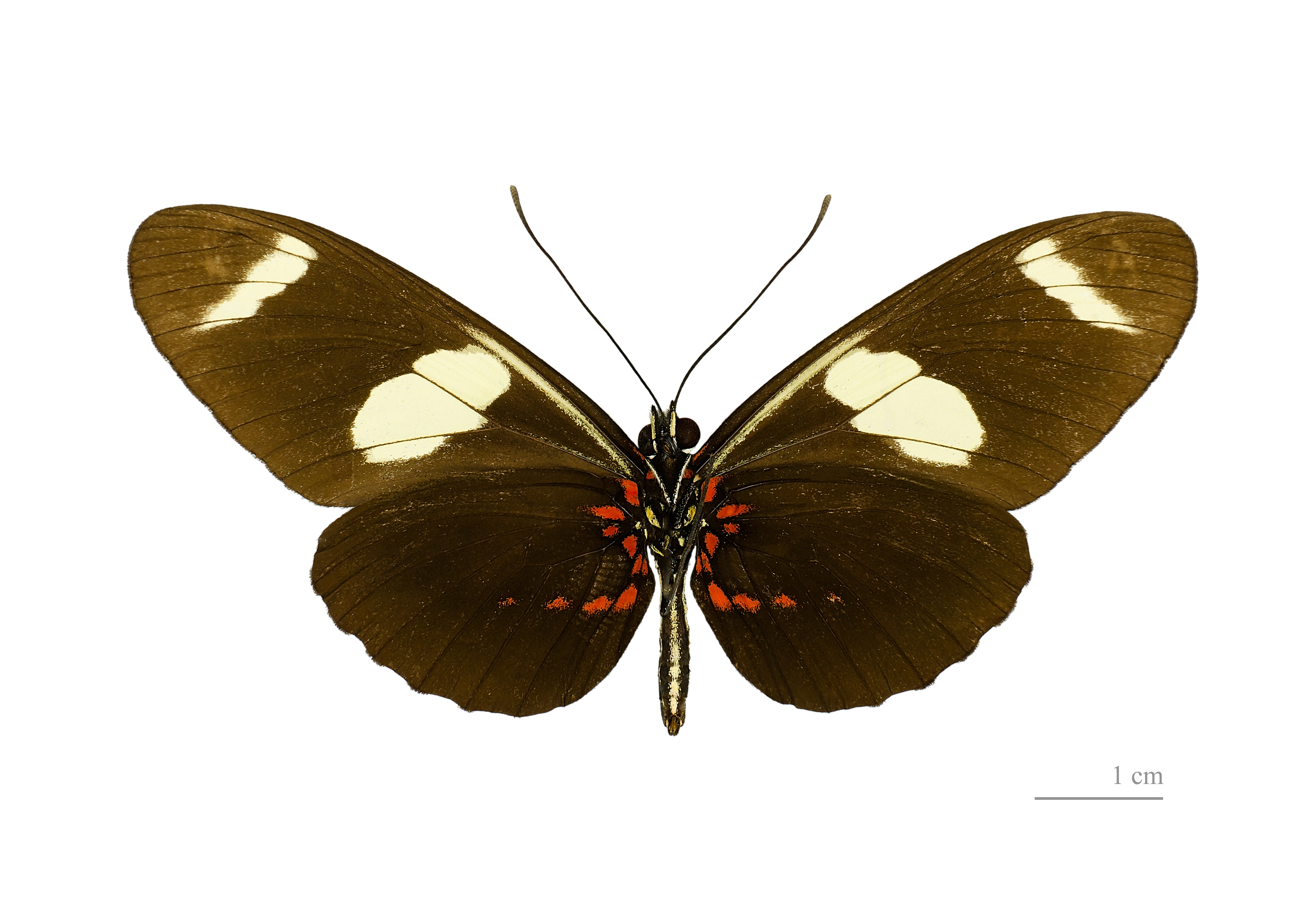